# Personnages de Resistance
 (février 2015).
Si vous disposez d'ouvrages ou d'articles de référence ou si vous connaissez des sites web de qualité traitant du thème abordé ici, merci de compléter l'article en donnant les références utiles à sa vérifiabilité et en les liant à la section « Notes et références ».
Cet article contient une description des principaux personnages de la série Resistance, une série de jeux vidéo sortie sur plusieurs consoles PlayStation.

## Nathan Hale
Nathan Hale est le héros principal des jeux Resistance: Fall of Man et Resistance 2.
En revanche Resistance: Retribution, sorti sur PlayStation Portable, a droit à un autre personnage principal.
Nathan Hale est le dernier survivant présumé de la guerre contre les Chimères en Angleterre et fait partie des Sentinelles dans le deuxième opus, un groupe décidé de mettre fin à la menace chimérienne.
Hale est un lieutenant contaminé par le virus chimérien. Il est soigné dès le début de l'aventure par le docteur Malikov par des traitements pour contenir et ralentir la progression du virus. 
Il est à la tête d'un groupe nommé Echo 1, lui-même dirigé par le QG et le Major Richard Blake.
Au fil de l'aventure, qui amènera Nathan aux quatre coins du continent américain, le virus ne pourra plus être contenu et freiné, faute de soins. Quand il sait qu'il lui reste trois heures à vivre, il décide de continuer avec son équipier, Capelli. Quand Capelli, Hale et le groupe de Blake arrive au vaisseau-mère des Chimères, ils n'ont qu'un seul but en commun : trouver Daedalus, qui n'est autre que l'ancien soldat Jordan Shepherd, la première personne qui s'est vu injectée le virus chimérien tiré d'une " Chimère Pure " de la part du docteur Malikov, Hale étant la deuxième personne.
Quand Hale finit par trouver et tuer Daedalus, il le touche volontairement et se voit acquérir un énorme pouvoir avec ses mains.
Hale et Capelli finissent finalement par faire exploser le vaisseau-mère et s'écrasent à terre. Quand Capelli voit Hale se tenant dehors et en commençant à parler d'une continuité dans la guerre en relatant ce qu'avait prononcé Daedalus au début du jeu, il comprit que Hale était complètement infecté, il le tue d'une balle dans la tête, comme il lui avait prédit précédemment dans l'aventure. Au moment où il tire la balle, il prononce la célèbre phrase : « Désolé Hale, ce fut un honneur. »
Hale peut contrôler toutes les armes et grenades du jeu, qu'elles soient chimères ou humaines.
Il meurt à la fin de Résistance 2 par Joseph Capelli.

## James Grayson
James Grayson est le personnage principal du jeu vidéo Resistance: Retribution.
Autrefois lieutenant dans la marine royale britannique, James Grayson a déserté à la suite d'événements troublants : son frère Johnny, pilote dans la R.A.F (Royal Air Force), a été abattu près de Londres en traquant les Chimères. James retrouve son frère dans un centre de conversion chimérien à Manchester. Comme son frère était infecté et que le règlement impose que toute personne infectée doit être abattue, James tue son frère d'une balle dans la tête devant ses deux équipiers. Il décide ensuite de déserter et de détruire le plus possible de centres de conversion. Il en détruira 26 avant de se faire prendre et d'obtenir un sursis à condition de participer à une mission en France au cours de laquelle il devra tuer sa bienfaitrice Raine Bouchard, devenue la Chrysalide.
À la fin du jeu, le major Cartwright lui ramène la veste de son frère et Grayson s'est porté volontaire pour diriger une expédition au cœur de la Russie visant à découvrir les origines de l'invasion chimérienne.
À la fin du générique du jeu, on voit Grayson qui s'en va infecté (yeux jaune-orangé)... on ne sait comment (Les théories émises par les fans parlent par contre de contamination due à une relation sexuelle avec Raine Bouchard, elle aussi infectée).

## Joseph Capelli
Joseph Capelli est un caporal américain qui fait partie des black-ops du SRPA. Il est placé dans l'unité Echo sous le commandement du lieutenant Nathan Hale, qui est sous les ordres du major Blake. Il est le seul survivant de la fin de Resistance 2. Il est le héros principal de Resistance 3. Il déserte l'armée. Il aura une famille, une femme, et un enfant.